# Структурно програмиране
Структурното програмиране се счита за подмножество или дисциплина на процедурното програмиране, което от своя страна е една от главните парадигми в програмирането. Най-отличителната черта на структурното програмиране е липсата на изражение (оператор) goto, което се смята за главния виновник за появата на т.нар. спагети код.

## История
Методологията на структурното програмиране възниква вследствие на нарасналата сложност на проблемите, които е трябвало да бъдат решавани в компютърните програми. В 70-те години на ХХ век големината и сложността на компютърните програми достигат ниво, което изключва употребата на „интуитивния“ начин на програмиране – т.е. възникнала е нужда за систематизация на процеса за разработка на софтуер.